# 平成輔
平 成輔 （たいら の なりすけ）は、鎌倉時代末期の公卿。権中納言平惟輔の子。後醍醐天皇の討幕計画に参加したが、鎌倉幕府に拘束されて斬罪に処された。邸宅地に因んで家名を烏丸と号する。また平宰相とも号した。

## 経歴

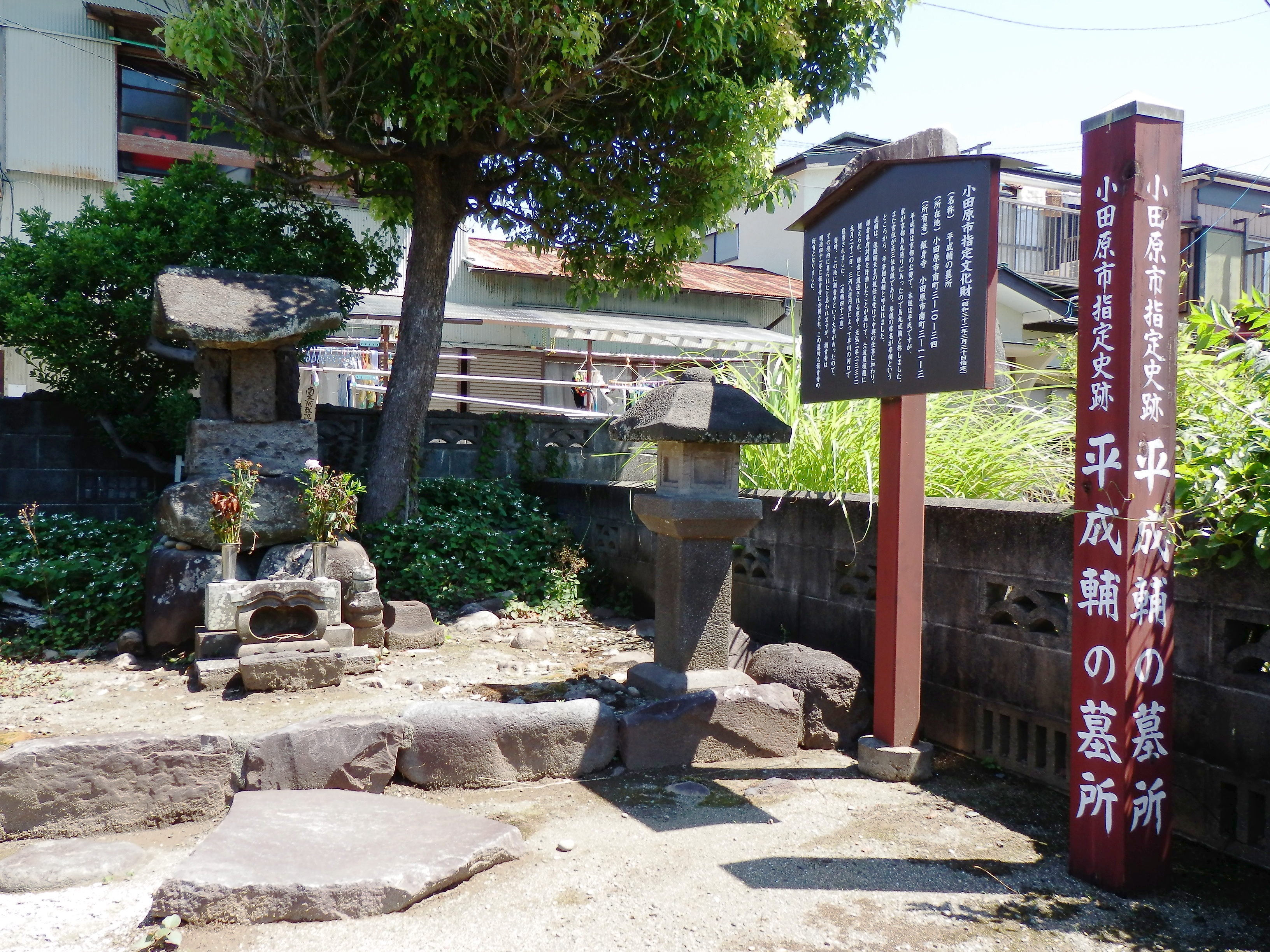
平成輔の墓所

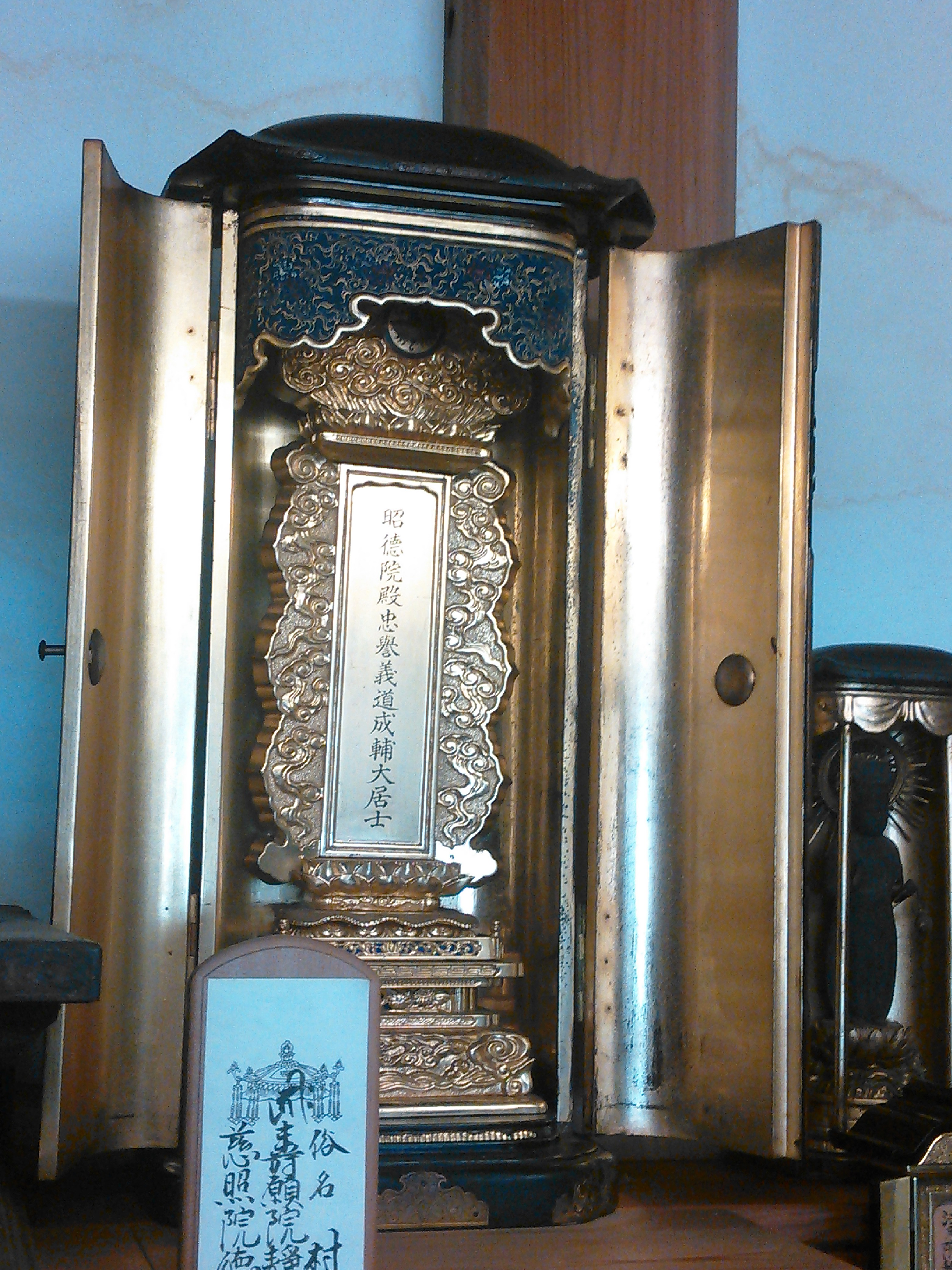
平成輔の位牌（報身寺安置）

左衛門権佐･五位蔵人･兵部権少輔などを経た後、弁官として昇進。元亨4年（1324年）4月蔵人頭･中宮亮に任じられる。正中の変直後の10月に辞職し、所労と称して籠居したが、花園上皇は「実事にあらざるか。諸人不審」と訝しんでいる。嘉暦2年（1327年）参議として公卿に列し、治部卿と弾正大弼を兼任。同3年（1328年）1月従三位に叙され、3月丹波権守を兼ねた。元徳2年（1330年）1月正三位に叙されるも、間もなく父惟輔の喪に遭って参議を辞している。
後醍醐天皇の討幕の密議には、日野資朝・日野俊基・四条隆資・花山院師賢とともに参加。同年（1330年）4月清水寺で大判事中原章房が暗殺されたが、これは、章房が討幕について諫奏したため、密議の漏洩を恐れた天皇の密命により、成輔が瀬尾兵衛太郎を刺客として殺害させたものという。元弘元年/元徳3年（1331年）討幕計画が露見したため（元弘の変）、8月24日天皇は京都を脱出して奈良に潜幸。これに供奉しなかった成輔は、翌25日六波羅探題により拘束され、丹後前司（長井宗衡か）の許へ預けられる。元弘2年/正慶元年（1332年）4月幕府から斬罪の処分が伝えられると、翌月河越円重に従って鎌倉へ護送され、その途次の相模早川尻（伊豆早川宿とも）で梟首された。享年42。
子の行輔は南朝に仕えたと思われるが、明確な史料がないため、経歴など詳しいことは不明である。

## 墓所
現在、早川河口に近い神奈川県小田原市南町の報身寺に墓と伝承される石祠が建つ。初め潮音寺境内にあり、1908年（明治41年）の廃寺により報身寺が相続。1916年（大正5年）に改葬した際、後頭骨・胸骨・大腿骨などを検出したという。1931年（昭和6年）12月21日に従二位を追贈され、没後600年に当たる1932年（同7年）4月には、県神職会･小田原町の主催による記念式典が同町高等女学校で開かれている。1957年（同32年）墓が市史跡に指定された。
小田原市市制50周年記念「ときめき小田原夢まつり」の開催期間中の1991年（平成3年）5月22日には、当時の市長ら市関係者も出席し慰霊祭が行われた。かつて墓所の傍らには樹齢500年を超す松の巨木があったが、付近の開発に伴い、市が根を切ったことが原因で枯れてしまった。切り株は報身寺に残されている。

## 略譜
| 和暦             | 西暦   | 月日     | 事柄                                   |
| ---------------- | ------ | -------- | -------------------------------------- |
| 正応4年          | 1291年 |          | 生誕。                                 |
| 応長元年         | 1311年 | 1月      | 春宮権大進に見任。                     |
| 正和4年          | 1315年 | 5月      | 右衛門権佐に見任。                     |
| 文保元年         | 1317年 | 3月4日   | 蔵人に補任。時に正五位下・左衛門権佐。 |
| 文保2年          | 1318年 | 2月11日  | 兵部権少輔に遷任。元民部少輔。         |
| 元応元年         | 1319年 | 3月9日   | 右少弁に遷任し、蔵人・権少輔を去る。   |
| 元応2年          | 1320年 | 3月24日  | 右中弁に転任。                         |
| 元応2年          | 1320年 | 4月12日  | 従四位下に昇叙、修理右宮城使に補任。   |
| 元亨元年         | 1321年 | 1月5日   | 従四位上に昇叙。                       |
| 元亨元年         | 1321年 | 4月6日   | 左中弁に転任。                         |
| 元亨元年         | 1321年 | 6月6日   | 修理左宮城使に補任。                   |
| 元亨元年         | 1321年 | 12月29日 | 備中介を兼任。                         |
| 元亨2年          | 1322年 | 1月9日   | 記録所寄人に補任。                     |
| 元亨4年          | 1324年 | 4月17日  | 正四位下に昇叙。                       |
| 元亨4年          | 1324年 | 4月27日  | 蔵人頭・中宮亮に補任し、左中弁を去る。 |
| 元亨4年          | 1324年 | 10月29日 | 蔵人頭・中宮亮を辞す。                 |
| 嘉暦2年          | 1327年 | 3月24日  | 蔵人頭に還任し、治部卿に任官。         |
| 嘉暦2年          | 1327年 | 7月16日  | 参議に補任し、治部卿元の如し。         |
| 嘉暦2年          | 1327年 | 8月14日  | 弾正大弼を兼任。                       |
| 嘉暦3年          | 1328年 | 1月5日   | 従三位に昇叙。                         |
| 嘉暦3年          | 1328年 | 3月16日  | 丹波権守を兼任。                       |
| 元徳元年         | 1329年 | 1月13日  | 弾正大弼を停任。                       |
| 元徳元年         | 1329年 | 9月26日  | 治部卿を停任。                         |
| 元徳2年          | 1330年 | 1月5日   | 正三位に昇叙。                         |
| 元徳2年          | 1330年 | 2月11日  | 参議を辞す。                           |
| 元弘元年/元徳3年 | 1331年 | 8月25日  | 六波羅探題に拘束される。               |
| 元弘2年/正慶元年 | 1332年 | 5月22日  | 相模早川尻で梟首、享年42。             |
| 昭和6年          | 1931年 | 12月21日 | 従二位を追贈。                         |

## 系譜
- 父：平惟輔
- 母：不詳
- 妻：不詳
  - 男子：平行輔
  - 女子：左衛門佐局?